# Второстепенные персонажи в «Автостопом по галактике»
Здесь представлен список персонажей, придуманных британским писателем Дугласом Адамсом для его цикла юмористических научно-фантастических книг «Путеводитель для путешествующих по галактике автостопом», а также для радиопостановок и фильма.

## Аграджаг
Аграджаг (англ. Agrajag) — несчастное создание, постоянно реинкарнирующее и каждый раз убиваемое, всякий раз случайно, Артуром Дентом. Первый раз назван по имени в третьем романе серии, но Артур Дент встречается с ним (с его разными инкарнациями) несколько раз в первой и второй книгах, а также в начале третьей книги. Первая встреча происходит в первой книге, когда горшок с петунией внезапно появляется в нескольких милях над поверхностью планеты Магратеи, и падает, успев только подумать «Ну вот — опять!», перед тем как разбиться о землю. Причина, по которой горшок с петунией подумал именно так, открывается в книге «Жизнь, вселенная и всё остальное», когда Аграджаг сообщает, что горшок с петунией был одним из первых его воплощений, и что во время своего падения он видел лицо Артура Дента в иллюминаторе звездолёта. В другом своём воплощении (во второй книге) Аграджаг был на доисторической Земле кроликом, которого Артур Дент приготовил себе на завтрак, и из чьей шкурки сделал мешочек для мелких вещичек. Этим самым мешочком Артур Дент убил муху, которой тоже был Аграджаг. Еще в одном своём воплощении, в начале третьей книги, Аграджаг был стариком, который умер от сердечного приступа, когда Артур и Форд, сидящие на честерфилдзовском диване, материализовались во время матча посреди лондонского стадиона для крикета Lord’s Cricket Ground.
В конце концов Аграджаг решает отомстить Артуру Денту и устраивает его телепортацию в Храм Ненависти. Но, объясняя Артуру причины своей ненависти, Аграджаг упоминает Бету Ставромюля, где Артур уклоняется от пущенной убийцей пули, и пуля попадает в Аграджага, и тот снова умирает. Артур никогда не был на Бете Ставромюля, и не понимает, о чём говорит Аграджаг. Тот понимает, что притащил Артура в Храм Ненависти слишком рано. Он всё равно пытается убить Артура, но погибает, когда Артур пытается себя защитить. Падая, он задевает кнопку активации взрывных устройств, но Артуру снова удаётся убежать.
Несколько следующих лет Артур путешествует по Вселенной в полной уверенности, что он не может умереть, пока не попадёт на Бету Ставромюля и не переживёт покушение на жизнь. В пятой книге «В основном безвредна» дочь Артура Рэндом Дент берёт его в заложники в лондонском клубе. Когда она стреляет в него, он уклоняется и пуля ударяет в стоящего за ним человека. На спичечном коробке, выпавшем из руки убитого, написано, что название клуба — «Бета», а его владельца зовут Ставро Мюллер. Бета Ставромюля оказывается не планетой, а названием клуба. Аграджаг снова умер, а Артур теперь может тоже умереть, что и происходит через несколько секунд благодаря вогонам.
В 15-м фите радиопостановки Дуглас Адамс сам играет Аграджага, также он записал его роль для аудиоверсии третьей книги «Жизнь, вселенная и всё остальное». Продюсер Дирк Маггз добавил аранжировку голоса, а актёр Саймон Джонс записал партию Артура Дента к записанному ранее голосу Адамса-Аграджага.
В конце шестой книги «И вот ещё что…» Артур материализуется на Земле, которую вот-вот уничтожат Вогоны, а Аграджаг выходит из комы и обнаруживает, что он выиграл лотерею и был найден своей потерянной прежде возлюбленной. Такой итог уравновешивает их удачливость.

## Алис Библброкс, миссис
Миссис Алис Библброкс (англ. Mrs Alice Beeblebrox) — любимая мать Зафода Библброкса. Живёт на Бетельгейзе V, Zoovroozlechester, 108 Astral Crescent и хранит истинную историю посещения Зафодом Frogstar, ожидая получить «настоящую цену». Упоминается в Восьмом фите Радиопостановки.

## Вавилонская рыбка
Вавилонская рыбка (англ. Babel fish) — вымышленное существо-переводчик, помещается в ухо носителя. Носитель может понимать любые языки, но не может говорить на них. Форд Префект дал рыбку Артуру Денту, когда они попали на корабль вогонов.

## Вогон Простатник Джелц
Вогон Простатник Джелц (англ. Prostetnic Vogon Jeltz) из Галактического совета по планированию гиперпространства (I-3). Некрасив даже с точки зрения других вогонов. Длинный крючковатый нос торчал из-под маленького свинячьего лобика. Толстая темно-зеленая кожа была абсолютно непромокаемой. (I-5)

— Как вам, без сомнения, известно, планы развития периферийных районов Галактики включают в себя постройку гиперпространственной экспресс-ветки, проходящей через вашу звездную систему. К сожалению, ваша планета подлежит сносу. Процесс сноса займет менее двух минут по земному времяисчислению. Спасибо за внимание.
— Что за чертова ленивая планета, нисколько не жалко.

В фильме этого персонажа озвучивает Ричард Гриффитс.

## Горшок с петунией
См. Кашалот, а также Аграджаг.

## Грантос Газоносный
Грантос Газоносный (англ. Grunthos the Flatulent) (он же Грантзос Плосколен, Хрюкер Вздутый) — азгат с Крии, магистр поэзии, второй (после Паулы Нэнси Миллстоун) наихудший поэт Вселенной.
Автор поэмы «Ода зелёному комочку грязи, найденному подмышкой летним утром». Четверо слушавших эту поэму умерли от инфаркта, а Президент Среднегалактического Подкупного совета по делам искусства спасся только тем, что отгрыз одну из своих ног. Грантос также написал эпос в двенадцати книгах «Булькаю, купаясь» (другой вариант перевода: «Мои любимые пуки в ванной»). Умер.

## Deep Thought
Deep Thought («Великий Думатель» или «Глубокомысленный») — второй по производительности за всё существование времени и Вселенной суперкомпьютер (размером с небольшой город), созданный сверхразумными мышами специально, чтобы найти Ответ на главный вопрос жизни, вселенной и всего такого. Deep Thought находит ответ — 42, но чтобы вычислить вопрос, приходится построить ещё более мощный суперкомпьютер, ныне известный нам как планета Земля. После десяти миллионов лет вычислений и расчётов Земля была снесена вогонским строительным флотом, вычисления так и не были завершены.
В честь этого персонажа компания IBM назвала свой шахматный компьютер, предшественник Deep Blue.
В фильме голосом Deep Thought является Хелен Миррен.

## Кашалот
Кашалот внезапно появляется в пространстве планеты Магратея, на высоте триста миль над поверхностью, в результате срабатывания Невероятностного двигателя, когда термоядерные ракеты, направленные на корабль «Золотое сердце» превращаются в кашалота и горшок с петунией. Пока кашалот падает, он успевает задаться экзистенциальными вопросами. Горшок же просто разбивается.

И поскольку кашалоту, естественно, трудно остаться на высоте в этой ситуации, бедное невинное создание имело очень мало времени на то, чтобы успеть осознать себя китом, прежде чем ему пришлось больше не осознавать себя китом.
Перед вами полная запись потока его мыслей с самого начала жизни до самого конца.
Ах..! Что происходит? — подумал он.
Э-э, простите, кто я?
А?
Почему я здесь? Какова моя цель в жизни? Что я понимаю под вопросом «кто я»?

В культуре
- Разбившийся кит — специальная встреча в Fallout 2, на этой же локации присутствует разбившийся горшок с цветком.
- Кит с петуньей изображены на рубашке настольной игры «Имаджинариум» и на карте № 11.
- В фильме мысли кашалота озвучил Билл Бейли.[2]

## Квестулар Ронток
Квестулар Ронток (англ. Questular Rontok) — вице-президент галактики, неравнодушная к президенту Зафоду Библброксу. Пытается арестовать Зафода за угон «Золотого сердца», защищает его жизнь, фактически выполняет за него президентские обязанности.
Персонаж появляется только в фильме (играет Анна Чанселлор).

## Ланквилл и Фук
Программисты, предложившие суперкомпьютеру Думателю (Глубокомысленному) найти ответ на главный вопрос жизни, вселенной и всего такого.
В фильме роль Ланквилла исполнил Джек Стенли, а роль Фук исполнила Доминик Джексон.

## Марвин, параноидальный андроид
Бортовой робот космического корабля «Золотое сердце». Марвин страдает от тяжёлой формы депрессии и скуки, ни одна задача не может занять его безграничный интеллект. Сам Марвин заявляет, что он «в 50 тысяч раз более разумен, чем человек». Судя по симптомам, Марвин скорее «маниакально-депрессивный робот», чем параноидальный.
В фильме 2005 года его сыграл Уорик Дэвис, а озвучил Алан Рикман.
В память о Марвине британская рок-группа Radiohead назвала свою песню «Paranoid Android».

## Мыши Фрэнки и Бенджи
Фрэнки и Бенджи (англ. Frankie and Benjy Mouse) — мыши, которых Артур (и остальные герои) встречают на Магратее. Френки и Бенджи хотят получить из мозга Артура (последнего землянина) данные, которые позволят найти Главный Вопрос. Фрэнки и Бенджи принадлежат к пан-пространственной расе, которая сконструировала Землю, суперкомпьютер, спроектированный Думателем для того, чтобы найти вопрос, ответ на который — 42.
В самой первой версии сюжета, в радиопостановке, Фрэнки и Бенджи предлагали Артуру и Триллиан большие деньги, если те назовут вопрос. В позднейших версиях сюжет меняется в худшую для Артура сторону: мыши объявляют, что единственный способ узнать Вопрос — вынуть и приготовить («протравить») мозг Артура. Они обещают поместить вместо него простенький компьютерный мозг, в который, по предложению Зафода, можно заложить программу, которая говорила бы только «Что?», потом — «Я не понимаю», ещё — «Где чай?». Артур против («Что?» — говорит он — «Вот видишь» — отвечает Зафод), и ему удаётся убежать при помощи друзей.
Фрэнки говорит:

Мы говорим: Да здравствует стремление к идеалу! Да здравствует доблесть чистого поиска! Да здравствует обретение истины во всех её проявлениях; но тут, боюсь, происходит неожиданный поворот сюжета, и начинаешь подозревать, что если и есть настоящая истина — так это то, что всей многомерной бесконечностью Вселенной, по всей вероятности, управляет кучка безумцев. И если дело идёт к выбору: потратить ещё десять миллионов лет, чтобы это выяснить окончательно, или, с другой стороны, урвать свой кусок пожирнее и смыться, то я лично выбираю второе. (перевод Вадима Филиппова)

В фильме Фрэнки и Бенджи — это Ланквилл и Фук, как они выглядят в нашем измерении. Артур Дент расплющивает их, когда они пытаются вырезать из его головы мозг.
Фрэнки и Бенджи появляются:
- В романе Автостопом по галактике (книга первая).
- В радиопостановке (фит четвёртый) Дэвид Тэйт (David Tate) озвучивал мышь Бенджи, а Питер Хокинс (Peter Hawkins) — мышь Фрэнки.
- В четвёртом эпизоде телесериала их озвучивали Дэвид Тэйт и Стивен Мур (Stephen Moore).
- В фильме мышь Фрэнки озвучивает сам режиссёр Гарт Дженнингс, а мышь Бенджи озвучивает Зои Кубейси.

## Паула Нэнси Миллстоун Дженнингс
Паула Нэнси Миллстоун Дженнингс (англ. Paula Nancy Millstone Jennings) из Бринбриджа в Эссексе, Англия — автор наихудших стихов во Вселенной. К счастью, её стихи утрачены навсегда: госпожа Миллстоун исчезла вместе со своими творениями, когда Строительный Флот Вогонов разрушил планету Земля.

## Проссер
Мистер Проссер (англ. Mr. L. Prosser) (I, гл. 1) — сорок лет, толст, неопрятен. Нервный, вечно озабоченный работник городского совета. Должен построить объезд на месте дома Артура Дента. Прямой потомок Чингисхана (но не знает об этом), но монгольских черт у него нет, любит маленькие меховые шапочки, мечтает повесить топор над входом в свой дом (миссис Проссер предпочла бы ползущие розы). Часто видит пожары, копья и прочие «сцены из жизни предка», он не понимает их причины и они его беспокоят. К Артуру обращается «мистер Дент». Договаривается с Фордом Префектом (в радиопостановке — с Артуром Дентом) полежать перед бульдозером вместо Артура, а взамен Форд с Артуром отправляются в бар.

— Информация к размышлению — для вас. Как вы думаете, что случится с этим бульдозером, если он случайно вас переедет?
— И что же с ним случится? — заинтересовался Артур.
— Ничего, — отрезал мистер Проссер и нервно зашагал прочь. (I:1)

— Сама мысль об этом, — пробормотал мистер Проссер, — даже и не начинала помышлять, — продолжал он, откинувшись назад, — о возможности
появиться у меня в голове.

Мистеру Проссеру принадлежит самая первая реплика в радиопостановке (не считая Путеводителя). Появляется в самом первом романе и в компьютерной игре.
В радиопостановке (фит 1) мистера Проссера играет Билл Веллис (Bill Wallis). В телевизионном сериале его играет Джо Мелиа (Joe Melia).
В фильме этот персонаж значительно упрощён, его играет Стив Пембертон.. Также он появляется в фите 26 радиопостановки, хотя его нет в соответствующем месте 5 романа серии. Его играет Брюс Химан (Bruce Hyman). Этот мистер Проссер существует в параллельной Вселенной на Земле, и он собирается разрушить дом Артура Дента и Фенчёрч.

## Хумма Кавула
Хумма Кавула (англ. Humma Kavula) — бывший конкурент Зафода за президентское кресло, религиозный пастор джатравартид. Этот персонаж был специально придуман Адамсом для Джона Малковича, появляется только в фильме.

## Юден Вранкс
Юден Вранкс (англ. Yooden Vranx) — бывший Президент Галактики, непосредственный предшественник Зафода Библброкса. Перед своей смертью Юден пришел к Зафоду и подал ему идею украсть космический корабль «Золотое сердце». Следуя совету Юдена, Зафод закрывает доступ к части мозга в каждой из своих голов, чтобы никто не мог извлечь из его головы информацию о том, зачем ему понадобилось стать Президентом.
Зафод и Форд Префект впервые встретились с Юденом еще в детстве, на Бетельгейзе. Зафод поспорил с Фордом, что сможет захватить тяжеловооруженный арктурианский корабль. Вдвоём они высадились на корабле (которым управлял Юден), угрожая игрушечными пистолетами, захватили капитанский мостик и потребовали каштанов. Юден дал им каштаны, еду, выпивку и разные другие вещи перед тем как телепортировать их в самую охраняемую часть государственной бетельгейзианской тюрьмы.

## Сравнение имён в русских переводах
| Оригинал                                                      | пер. В. Филиппов                                         | пер. Е. Щербатюк                              | пер. Аринович                                      | пер. С. Печкин                                                    |
| ------------------------------------------------------------- | -------------------------------------------------------- | --------------------------------------------- | -------------------------------------------------- | ----------------------------------------------------------------- |
| The Hitchhiker’s Guide to the Galaxy (книга первая)           | Путеводитель хитч-хайкера по Галактике                   | Путеводитель «Автостопом по Млечному Пути»    | Путеводитель по Галактике для автостопщиков        | Путеводитель вольного путешественника по Галактике                |
| The Hitchhiker’s Guide to the Galaxy                          | Галактический Путеводитель для Путешествующих Автостопом | Путеводитель «Автостопом по Млечному Пути»    | Путеводитель по Галактике для автостопщиков        | Путеводитель вольного путешественника по Галактике                |
| Mr L. Prosser                                                 | мистер Проссер                                           | мистер Проссер                                | мистер Проссер                                     | Мистер Л.Проссер                                                  |
| Prostetnic Vogon Jeltz                                        | Воген Простетник Джелц (Простетник Воген Джелц)          | Простетник Вогон Джелтс                       | Простетный Вогон Джельц                            | Простатик Вогон Джельтц                                           |
| Ravenous Bugblatter Beast of Traal                            | Траальский прожорный заглотозавер                        | траальский Неистовый жукотрепач               | свирепый клоповидный зверь с планеты Трааль        | Кровожадный Зверь Жукобраз с Трааля                               |
| Grunthos the Flatulent, the poetmaster of the Azgoths of Kria | Поэт-Гроссмейстер Грантос Газоносный, азгат с Крии       | великий поэт Грантзос Плосколен, азготт Крайа | Великий Бард Хрюкер Вздутый, азагот с планеты Крия | Магистр Поэзии Грунтос Газоносный, азагот с Крии                  |
| Paul Neil Milne Johnstone of Redbridge/Redbridge, Essex       | Паула Нэнси Миллстоун из Бринбриджа в Эссексе            | Пола Нэнси Миллстоун Дженнингс из Гринбриджа  | Пола Нэнси Миллстоун Дженнингс из Гринбриджа       | Паула Нэнси Миллстоун Дженнингс из Гринбриджа, гр. Эссекс, Англия |
| Eccentrica Gallumbits                                         | Зекидония Галлумтитс                                     | Эксцентрика Галамбитс                         | Эксцентрика Галлумбитс                             | Эксцентрика Голымбикс                                             |
| Gag Halfrunt, the private brain care specialist               | Гэг Хэлфрунт, личный мозгопатолог                        | личный психиатр Лепил Полукарл                | личный психиатр Кляп Недомерек                     | персональный психодел Гаг Халфрунт                                |
| Eddie                                                         | Эдди                                                     | Эдди                                          | Эдди                                               | Эдди                                                              |
| Marvin the Paranoid Android (гл. 19)                          | Марвин, Андроид-Параноид                                 | Марвин, андроид-параноид                      | Марвин, параноидальный андроид                     | Марвин, Андроид-параноид                                          |
| Veet Voojagig                                                 | Виит Вуджаджит                                           | Виит Вуджаджит                                | Виит Вужагиг                                       | Вит Вуячич                                                        |
| Slartibartfast                                                | Слартибартфаст                                           | Споропозороразор                              | Слартибартфаст                                     | Старпердуппель (позаимствовано из другого перевода)               |
| Lunkwill and Fook                                             | Конкил и Фут                                             | Болвал и Глубец                               | Ланквилл и Фук                                     | Йелдаак и Фуцк                                                    |
| Deep Thought                                                  | Глубокомысленный                                         | Глубокий Замысел                              | Глубокомысленный                                   | Глубокая Дума                                                     |
| Majikthise and Vroomfondel                                    | Маджиктиз и Врумфундель                                  | Магиглас и Врунфондл                          | Мэджиктайс и Врумфондель                           | Эхиоп и Тфауматий                                                 |
| Phouchg and Loonquawl                                         | Хвуудт и Колнгкилл                                       | Пфук и Гускряак                               | Фухг и Лункуол                                     | Фуг и Ильдаг                                                      |
| Yooden Vranx (I, 29)                                          | Президент Юден Вранкс                                    | Юден Ранкс                                    | Йуден Врэнкс                                       | Йуден Вранкс                                                      |
| Frankie and Benjy Mouse                                       | мышь Бенджи и мышь Фрэнки                                | мышь Бенджи и мышь Фрэнки                     | мышка Бенджи и мышка Фрэнки                        | мышонок Бенджи и мышонок Фрэнки                                   |